# 제54회 아카데미상
제54회 아카데미상은 1982년 3월 29일에 열린 시상식이다. LA 도로시 챈들러 파빌리온에서 개최되었으며 사회자는 조니 카슨이다.

## 후보 및 수상

### 작품상
- 불의 전차 - 데이비드 퍼트넘 수상
- 아틀란틱 시티 - 데니스 헤루
- 황금 연못 - 브루스 길버트
- 레이더스 - 프랭크 마샬
- 레즈 - 워런 비티

### 남우주연상
- 황금 연못 - 헨리 폰다 수상
- 선택 - 폴 뉴먼
- 미스터 아더 - 더들리 무어
- 아틀란틱 시티 - 버트 랭커스터
- 레즈 - 워런 비티

### 여우주연상
- 황금 연못 - 캐서린 헵번 수상
- 아틀란틱 시티 - 수전 서랜던
- 프랑스 중위의 여자 - 메릴 스트립
- 허울 좋은 여자 - 마샤 메이슨
- 레즈 - 다이앤 키튼

### 남우조연상
- 미스터 아더 - 존 길구드 수상
- 불의 전차 - 이언 홈
- 허울 좋은 여자 - 제임스 코코
- 랙타임 - 하워드 E. 롤링스 주니어
- 레즈 - 잭 니컬슨

### 여우조연상
- 레즈 - 모린 스테이플턴 수상
- 선택 - 멜린다 딜론
- 황금 연못 - 제인 폰다
- 허울 좋은 여자 - 조안 해킷
- 랙타임 - 엘리자베스 맥거번

### 감독상
- 레즈 - 워런 비티 수상
- 아틀란틱 시티 - 루이 말
- 불의 전차 - 휴 허드슨
- 황금 연못 - 마크 라이델
- 레이더스 - 스티븐 스필버그

### 각본상
- 불의 전차 - 콜린 웰런드 수상

### 각색상
- 황금 연못 - 어니스트 톰슨 수상

### 촬영상
- 레즈 - 비토리오 스토라로 수상

### 편집상
- 레이더스 - 마이클 칸 수상

### 미술상
- 레이더스 - 노먼 레이놀즈 수상

### 의상상
- 불의 전차 - 밀레나 카노네로 수상

### 분장상
- 런던의 늑대 인간 - 릭 베이커 수상

### 음악상
- 불의 전차 - 반젤리스 수상

### 주제가상
- 미스터 아더 - 버트 배커랙 수상

### 음향믹싱상
- 레이더스 - 빌 바니 수상

### 시각효과상
- 레이더스 - 리처드 에들런드 수상

### 외국어영화상
- 메피스토 - 이스트반 자보 수상

### 단편애니메이션상
- 크랙 - 프레더릭 백 수상
- Violet - 폴 켐프 수상

### 장편다큐멘터리상
- Close Harmony - 나이절 노블 수상
- Genocide - 아널드 슈워츠먼 수상

### 특별공헌상
- 레이더스 - 벤 버트 수상
- 레이더스 - 리처드 L. 앤더슨 수상

### 공로상
- 바버라 스탠윅 수상

### 진 허숄트 박애상
- 대니 케이 수상

### 어빙 솔버그 상
- 앨버트 R. 브로콜리 수상

### 고든 소이어 상
- 조지프 워커 수상